# ルーマニア共産党
ルーマニア共産党（ルーマニアきょうさんとう、ルーマニア語: Partidul Comunist Român）は、ルーマニアの共産主義政党。頭文字のPCRをとって「ペ・チェ・レ」と呼ばれた。1945年から1989年まで存続したルーマニア社会主義共和国の一党独裁政党である。1921年に結成され、1989年12月25日にルーマニア革命によって廃止された。

## プレ共産党時代（1921年～1945年）
共産主義の党派がルーマニア社会民主党のコントロールを掌握し、それが1000人のメンバーで活動していた。第一次世界大戦の終わりの1921年、ルーマニア社民党の共産党への改称によって設立された。1924年にルーマニア王国政府によって非合法化されると、地下に潜り活動をおこなっていた。
党のリーダーシップの大部分および会員の大きな割合は、1930年代に阻止され、拘束されたかあるいは亡命した。

## 共産党時代（1945年～1989年）
1945年5月8日、第二次世界大戦でナチス・ドイツに与したルーマニア王国は、敗戦によってソビエト連邦に占領された。ソビエト連邦の占領下で共産化が推進され、ルーマニア共産党は合法化された。1948年、社会民主党を半強制的に併合し、党名を「ルーマニア労働者党」(Partidul Muncitoresc Român)とした。ルーマニア労働者党以外の政党は強権的に解散を命じられた。以降、ルーマニア労働者党による一党独裁制が敷かれた。
チャウシェスクが書記長となった翌年の1965年、党名は「ルーマニア共産党」に戻された。

### 日本共産党との関係
1971年から「自主独立路線」で一致する日本共産党と関係を深め、宮本顕治がルーマニア社会主義共和国を訪問。1978年には「宮本顕治同志とニコラエ・チャウシェスク同志の共同宣言」を発表。その後も日本共産党は毎年のようにルーマニアに代表団を派遣していた。
後に参議院議員・幹部会副委員長・国際部長となる緒方靖夫も、ブカレスト大学に1971年から2年間留学していた。

## ポスト共産党時代（1990年以後）
ルーマニア革命によってルーマニア社会主義共和国が倒され、民主政体のルーマニア共和国が立てられた後も、保守派の一部が、1990年代の初期に社会主義労働者党を結成し、少数派ながらもルーマニア共和国の議会に議席を保有していた。2003年にこの党は社会民主党に吸収合併されたが、これに反対する勢力が新たに社会主義同盟党（後にルーマニア社会党と改称）を結成し、欧州左翼党に加盟している。
一方で、これとは別に2010年には共産党が復活した。この党はかつての党のロゴも引き継ぎ、党公式サイトのトップにはいわゆる「国民の館」が掲載されており、この党がチャウシェスク時代のようなシステムに回帰することを目指していることがうかがえる。この再建されたルーマニア共産党は、ルーマニア社会党を偽物の共産党だと主張している。

## 歴代書記長
1945年以後は、ルーマニア人民共和国およびルーマニア社会主義共和国の事実上の最高指導者だった。
| ゲオルゲ・クリステスク           | 1921年 - 1924年    |
| エレク・ケブレシュ               | 1924年 - 1927年    |
| ヴィタリ・ホロステンコ           | 1927年 - 1931年    |
| アレクサンデル・ステファンスキー | 1931年 - 1936年    |
| ボリス・ステファノフ             | 1936年 - 1940年    |
| シュテファン・フォリシュ         | 1940年 - 1944年    |
| ゲオルゲ・ゲオルギュ＝デジ       | 1945年 - 1954年4月 |
| ゲオルゲ・アポストル             | 1954年4月 - 1955年 |
| ゲオルゲ・ゲオルギュ＝デジ       | 1955年 - 1965年    |
| ニコラエ・チャウシェスク         | 1965年 - 1989年    |